# منتخب غامبيا للكريكت
منتخب غامبيا للكريكت هو ممثل غامبيا الرسمي في المنافسات الدولية في الكريكت
.